# Europejskie Igrzyska Halowe w Lekkoatletyce 1967 – bieg na 400 m kobiet
Bieg na 400 metrów kobiet – jedna z konkurencji biegowych rozgrywanych podczas lekkoatletycznych europejskich igrzysk halowych w hali Sportovní hala w Pradze. Eliminacje i półfinały zostały rozegrane 11 marca, a bieg finałowy 12 marca 1967. Zwyciężyła reprezentantka Szwecji Karin Wallgren, która na tych igrzyskach zdobyła również srebrny medal w biegu na 50 metrów. Tytułu z poprzednich igrzysk nie obroniła Niemka Helga Henning, która odpadła w eliminacjach.

## Rezultaty

### Eliminacje
Rozegrano 4 biegi eliminacyjne, do których przystąpiło 11 biegaczek. Awans do półfinału dawało zajęcie jednego z pierwszych dwóch miejsc w swoim biegu (Q).
Opracowano na podstawie materiału źródłowego.
Bieg 1
| Miejsce | Zawodniczka        | Czas   | Uwagi |
| ------- | ------------------ | ------ | ----- |
| 1       | Ljiljana Petnjarić | 1:04,2 | Q     |
| 2       | Karin Wallgren     | 1:04,6 | Q     |
| –       | Anna Chmelková     | DQ     |       |

Bieg 2
| Miejsce | Zawodniczka         | Czas | Uwagi |
| ------- | ------------------- | ---- | ----- |
| 1       | Lia Louer           | 56,3 | Q     |
| 2       | Ludmiła Samotiosowa | 57,5 | Q     |
| 3       | Rita Kühne          | 57,6 |       |

Bieg 3
| Miejsce | Zawodniczka      | Czas   | Uwagi |
| ------- | ---------------- | ------ | ----- |
| 1       | Libuše Macounová | 1:00,8 | Q     |
| 2       | Monique Noirot   | 1:01,3 | Q     |

Bieg 4
| Miejsce | Zawodniczka           | Czas | Uwagi |
| ------- | --------------------- | ---- | ----- |
| 1       | Nadieżda Sieropiegina | 55,9 | Q     |
| 2       | Antónia Munkácsi      | 56,0 | Q     |
| 3       | Helga Henning         | 56,9 |       |

### Półfinały
Rozegrano 2 biegi półfinałowe, w których wystartowało 8 biegaczek. Awans do finału dawało zajęcie jednego z dwóch pierwszych miejsc w swoim biegu (Q).
Opracowano na podstawie materiału źródłowego.
Bieg 1
| Miejsce | Zawodniczka           | Czas | Uwagi |
| ------- | --------------------- | ---- | ----- |
| 1       | Karin Wallgren        | 55,9 | Q     |
| 2       | Lia Louer             | 56,2 | Q     |
| 3       | Libuše Macounová      | 56,4 |       |
| 4       | Nadieżda Sieropiegina | 57,1 |       |

Bieg 2
| Miejsce | Zawodniczka         | Czas | Uwagi |
| ------- | ------------------- | ---- | ----- |
| 1       | Ljiljana Petnjarić  | 57,6 | Q     |
| 2       | Ludmiła Samotiosowa | 58,5 | Q     |
| –       | Antónia Munkácsi    | DNF  |       |
| –       | Monique Noirot      | DNF  |       |

### Finał
Opracowano na podstawie materiału źródłowego.
| Miejsce | Zawodniczka         | Czas |
| ------- | ------------------- | ---- |
| 1       | Karin Wallgren      | 55,7 |
| 2       | Lia Louer           | 56,7 |
| 3       | Ljiljana Petnjarić  | 57,3 |
| –       | Ludmiła Samotiosowa | DNS  |